# Kommunalvalen i Sverige 2018
Kommunalvalen i Sverige 2018 genomfördes söndagen den 9 september 2018. Vid detta val valdes kommunfullmäktige för mandatperioden 2018–2022 i samtliga 290 kommuner.
Röstkorten delades ut med posten under 14–22 augusti. Väljare kunde börja förtidsrösta inom Sverige den 22 augusti. 
Inför kommunalvalen 2018 hade nya partier registrerats, bland annat Medborgerlig samling, Bästa alternativet, Medborgarpartiet, Trygghetspartiet och Kommundemokraterna. Många redan etablerade små-/lokalpartier ställde också upp såsom SPI Välfärden, Feministiskt initiativ, Framtid Öland, Ölandspartiet, Laholmspartiet med flera.

## Valresultat
Nedanstående resultat ger en total sammanställning av alla kommunala val i hela riket. För resultatet i varje kommun för sig, se respektive kommunartikel och lista över kommun- och regionstyren i Sverige 2018–2022. Omvalet i Falu kommun har ej medräknats.
| Parti                | Parti                    | Röster              | Röster | Röster | Mandatfördelning | Mandatfördelning | Namnvalsedlar  | Namnvalsedlar |
| Parti                | Parti                    | Antal               | %      | +− %   | Antal            | +−               | Antal kommuner |               |
| -------------------- | ------------------------ | ------------------- | ------ | ------ | ---------------- | ---------------- | -------------- | ------------- |
|                      | Socialdemokraterna       | 1 801 843           | 27,58  | −3,63  | 3 752            | −612             | 290            |               |
|                      | Moderata samlingspartiet | 1 310 182           | 20,06  | −1,49  | 2 396            | −39              | 282            |               |
|                      | Sverigedemokraterna      | 832 085             | 12,74  | +3,41  | 1 806            | +482             | 290            |               |
|                      | Centerpartiet            | 631 812             | 9,67   | +1,82  | 1 603            | +192             | 289            |               |
|                      | Vänsterpartiet           | 502 147             | 7,69   | +1,25  | 808              | +58              | 283            |               |
|                      | Liberalerna              | 444 674             | 6,81   | +0,26  | 689              | −21              | 270            |               |
|                      | Kristdemokraterna        | 339 375             | 5,20   | +1,22  | 676              | +161             | 264            |               |
|                      | Miljöpartiet de Gröna    | 301 825             | 4,62   | −3,14  | 395              | −337             | 250            |               |
|                      | Feministiskt initiativ   | 61 907              | 0,95   | −0,28  | 22               | −4               | 55             |               |
|                      | Övriga partier           | 306 287             | 4,69   | +0,60  | 553              | +40              | —              |               |
| Antal giltiga röster | Antal giltiga röster     | 6 532 137           | 100,0  |        | 12 700           | −80              | 290 kommuner   |               |
| Ogiltiga röster      | Ogiltiga röster          | 81 316              |        |        |                  |                  |                |               |
| Totalt               | Totalt                   | 6 613 453 (84,12 %) |        |        |                  |                  |                |               |